# Matti Klinge
Matti Klinge (né le 31 août 1936 à Helsinki et mort le 5 mars 2023) est un historien finlandais. 

## Biographie
Matti Klinge est docteur ès lettres de l'université d'Helsinki en 1967. Il est nommé professeur au Département d'histoire de l'université d'Helsinki en 1976 (émérite à partir de 2001). 
Il a été professeur visiteur à la Nouvelle université de Paris en 1970-1972.
Il est rédacteur en chef de l'encyclopédie biographique nationale de Finlande, président de la Société finlandaise pour l'étude du XVIIIe siècle et des Amis de Marcel Proust.
Matti Klinge est aussi membre des délégations des fondations de l'Institut finlandais à Paris et de l'Institut finlandais à Rome (fi).
Matti Klinge est membre du Haut Conseil de l'histoire européenne à Paris, membre étranger de l'Académie royale suédoise des belles-lettres, d'histoire et des antiquités et officier de la Légion d'honneur. 
Matti Klinge reçoit un doctorat honoris causa de l'université d'Uppsala en 1989 et de l'université de Greifswald en 2006.

## Ouvrages

### Monographies
- (fi) Kansalaismielen synty : Suomen ylioppilaiden aatteet ja järjestäytyminen ilmentämässä yleisen mielipiteen ja kansalaistietoisuuden kehittymistä v. 1853–1871 (Väitöskirja, Helsingin yliopisto), Helsinki, Tekijä, 1967
- (fi) Ylioppilaskunnan historia I–IV, Gaudeamus et HYY, 1978
- (fi) Mannerheim. Kuvaelämäkerta, Otava, 1968
- (fi) Ylioppilastalo, HYY, 1970
- (fi) Vihan veljistä valtiososialismiin : Yhteiskunnallisia ja kansallisia näkemyksiä 1910- ja 1920-luvuilta (Taskutieto 100), Porvoo Helsinki, WSOY, 1972 (ISBN 951-0-00678-5)
- (fi) Bernadotten ja Leninin välissä : Tutkielmia kansallisista aiheista (Taskutieto 128), Porvoo Helsinki, WSOY, 1975, 170 p. (ISBN 951-0-06881-0)
- (sv) Blick på Finlands historia, Otava, 1977
- (fi) Suomen sinivalkoiset värit : Kansallisten ja muidenkin symbolien vaiheista ja merkityksestä, Helsinki, Otava, 1999, 309 p. (ISBN 951-1-15314-5)
- (fi) Kaksi Suomea, Helsinki, Otava, 1982, 251 p. (ISBN 951-1-07011-8)
- (sv) Runebergs två fosterland, Söderström, 1983
- (fi) Muinaisuutemme merivallat : Kuvitettu historiallinen luonnos, Helsinki, Otava, 1983 (ISBN 951-1-07858-5)
- (fi) Professoreita : 35 professoria Kuninkaallisen Turun, sittemmin Suomen Keisarillisen Aleksanterin-, nyttemmin Helsingin yliopiston 35 vuosikymmeneltä, Helsinki, Otava, 1984, 224 p. (ISBN 951-1-08071-7)
- (fi) Otavan suuri maailmanhistoria XIV : Porvariston nousu, Otava, 1985
- (fi) Kulttuurista : Kansalaispuheenvuoroja, Helsinki, Gaudeamus, 1986 (ISBN 951-662-405-7)
- (fi) Senaatintorin sanoma : Tutkielmia suuriruhtinaskunnan ajalta, Helsinki, Otava, 1986, 314 p. (ISBN 951-1-09060-7)
- (sv) Från lojalism till rysshat, Söderström, 1987
- (fi) Mikä mies Porthan oli? (Tietolipas 116), Helsinki, Suomalaisen kirjallisuuden seura, 1989 (ISBN 951-717-587-6)
- (en) Let us be Finns, Otava, 1990
- (fi) Romanus sum : Kirjoituksia Euroopasta, Helsinki, Otava, 1991 (ISBN 951-1-11665-7)
- (fi) Euroopassa, Pietarissa, Helsinki, Otava, 1993 (ISBN 951-1-12650-4)
- (en) The Finnish Tradition, SKS, 1993
- (fi) Mesimarja, myytti, Mannerheim : Tutkielmia ja puheenvuoroja (Artikkelit julkaistu pääosin sanoma- ja aikakauslehdissä 1988–1993), Helsinki, Otava, 1994, 247 p. (ISBN 951-1-13300-4)
- (fi) Porvariston nousu (1. painos 1985 teossarjassa Otavan suuri maailmanhistoria, osa 14), Helsinki, Otava, 1994 (ISBN 951-1-13376-4)
- (fi) Kävelyllä Pariisissa : Matkoja ja kirjoja, Helsinki, Otava, 1995 (ISBN 951-1-13668-2)
- (fi) Keisarin Suomi  (trad. Marketta Klinge) ((Kejsartiden.)), Espoo, Schildt, 1997 (ISBN 951-50-0682-1)
- (fi) Kaukana ja kotona  (trad. Marketta Klinge) ((Krig, kvinnor, konst.)), Espoo, Schildt, 1997 (ISBN 951-50-0874-3)
- (fi) Idylli ja uhka : Topeliuksen aatteita ja politiikkaa, Porvoo Helsinki Juva, WSOY, 1998 (ISBN 951-0-22952-0)
- (fi) Katsaus Suomen historiaan (5. uudistettu painos), Helsinki, Otava, 2001 (ISBN 951-1-17274-3)
- (fi) Suomi Euroopassa (Pohjautuu teokseen Katsaus Suomen historiaan), Helsinki, Otava, 2003 (ISBN 951-1-18341-9)
- (fi) Poliittinen Runeberg (Käsikirjoituksesta suomentanut Marketta Klinge), Helsinki, WSOY, 2004 (ISBN 951-0-29086-6)
- (fi) Iisalmen ruhtinaskunta : Modernin projekti sukuverkostojen periferiassa (Suomalaisen Kirjallisuuden Seura), Helsinki, Suomalaisen Kirjallisuuden Seura, 2006, 616 p. (ISBN 951-746-841-5)
- (fi) Itämeren maailma ((Östersjövärlden.) 1. laitos 1984. Uudistettu ja laajennettu laitos), Helsinki, Otava, 2007 (ISBN 978-951-1-22254-5)
- (fi) Napoleonin varjo : Euroopan ja Suomen murros 1795–1815 (Merkkivuosi 1809: kansakuntaa rakentamaan -hanke), Helsinki, Otava, 2009 (ISBN 978-951-1-23238-4)
- (fi) Suomalainen ja eurooppalainen menneisyys : Historiankirjoitus ja historiakulttuuri keisariaikana (Suomalaisen Kirjallisuuden Seuran toimituksia 1285), Helsinki, Suomalaisen Kirjallisuuden Seura, 2010 (ISBN 978-952-222-208-4)
- (fi) Lyhyt Suomen historia (Uudistettu painos kirjasta Suomi Euroopassa), Helsinki, Otava, 2001 (ISBN 978-951-1-24946-7)
- (fi) Pääkaupunki : Helsinki ja Suomen valtio 1808-1863, Helsinki, Otava, 2012 (ISBN 978-951-1-26235-0)

### Journaux
- (fi) Päiväkirjastani MCMXCIX : Fin de siècle 1999, Helsinki, Otava, 1999 (ISBN 951-1-16341-8)
- (fi) Eurooppaa : Päiväkirjastani 1999–2000, Helsinki, Otava, 2000 (ISBN 951-1-16929-7)
- (fi) Luen ja matkustan : Päiväkirjastani 2000–2001, Helsinki, Otava, 2001 (ISBN 951-1-17512-2)
- (fi) Humanistin iltapäivä : Päiväkirjastani 2001–2002, Helsinki, Otava, 2002 (ISBN 951-1-18272-2)
- (fi) Kirjoitan muistiin : Päiväkirjastani 2002–2003, Helsinki, Otava, 2003 (ISBN 951-1-18879-8)
- (fi) Teetä ja suurmiehiä : Päiväkirjastani 2003–2004, Helsinki, Otava, 2004 (ISBN 951-1-19747-9)
- (fi) Rooma, Moskova, Sesenheim : Päiväkirjastani 2004–2005, Helsinki, Otava, 2005 (ISBN 951-1-20487-4)
- (fi) Miksi? : Päiväkirjastani 2005–2006, Helsinki, Otava, 2006 (ISBN 951-1-21331-8)
- (fi) Savo, rajat, papukaija : Päiväkirjastani 2006–2007, Helsinki, Otava, 2007 (ISBN 978-951-1-22105-0)
- (fi) Nainen kävi parvekkeella : Päiväkirjastani 2007–2008, Helsinki, Otava, 2008 (ISBN 978-951-1-23047-2)
- (fi) Onko omaisuus varkautta? : Päiväkirjastani 2008–2009, Helsinki, Siltala, 2009 (ISBN 978-952-234-024-5)
- (fi) Jupisteeri : Päiväkirjastani 2009–2010, Helsinki, Siltala, 2010, 278 p. (ISBN 978-952-234-043-6)
- (fi) Tanskan sää : Päiväkirjastani 2010-2011, Helsinki, Siltala, 2011 (ISBN 978-952-234-082-5)
- (fi) Sirkka ja muurahainen : Päiväkirjastani 2011–2012, Helsinki, Siltala, 2012 (ISBN 978-952-234-134-1)
- (fi) Tuhoutuiko Rooma? : Päiväkirjastani 2012-2013, Helsinki, Siltala, 2013 (ISBN 978-952-234-176-1)
- (fi) Pinaatti ja Saint-Simon : Päiväkirjastani 2013–2014, Helsinki, Siltala, 2014 (ISBN 978-952-234-238-6)

### Ouvrages traduit en français
- La Finlande, terre d'Europe  (trad. Paul Parant), Otava, 2004, 176 p. (ISBN 978-951-1-19377-7)
- Matti Klinge, Laura Kolbe (trad. Paul Parant), Helsinki – La fille de la Baltique (2000), Otava, 2000, 158 p. (ISBN 978-951-1-16687-0)
- Le monde baltique, Otava, 1997, 176 p. (ISBN 978-951-1-14790-9)
- L'histoire de Finlande en bref  (trad. Olivier Descargues, Paul Parant), Otava, 1980, 175 p. (ISBN 978-951-1-14116-7)

## Décorations
- Ordre du Lion de Finlande, 1990
- Ordre de la Rose blanche, 2008
- Officier de la Légion d'honneur, 2015[3]
- Ordre royal de l'Étoile polaire

## Prix et distinctions
- Prix de l'information publique, 1976
- Prix Finlande de l'Académie suédoise, 1989
- Docteur honoris causa de l'université d'Uppsala, 1989
- Docteur honoris causa de l'université de Greifswald, 2006